# Victor Capoul

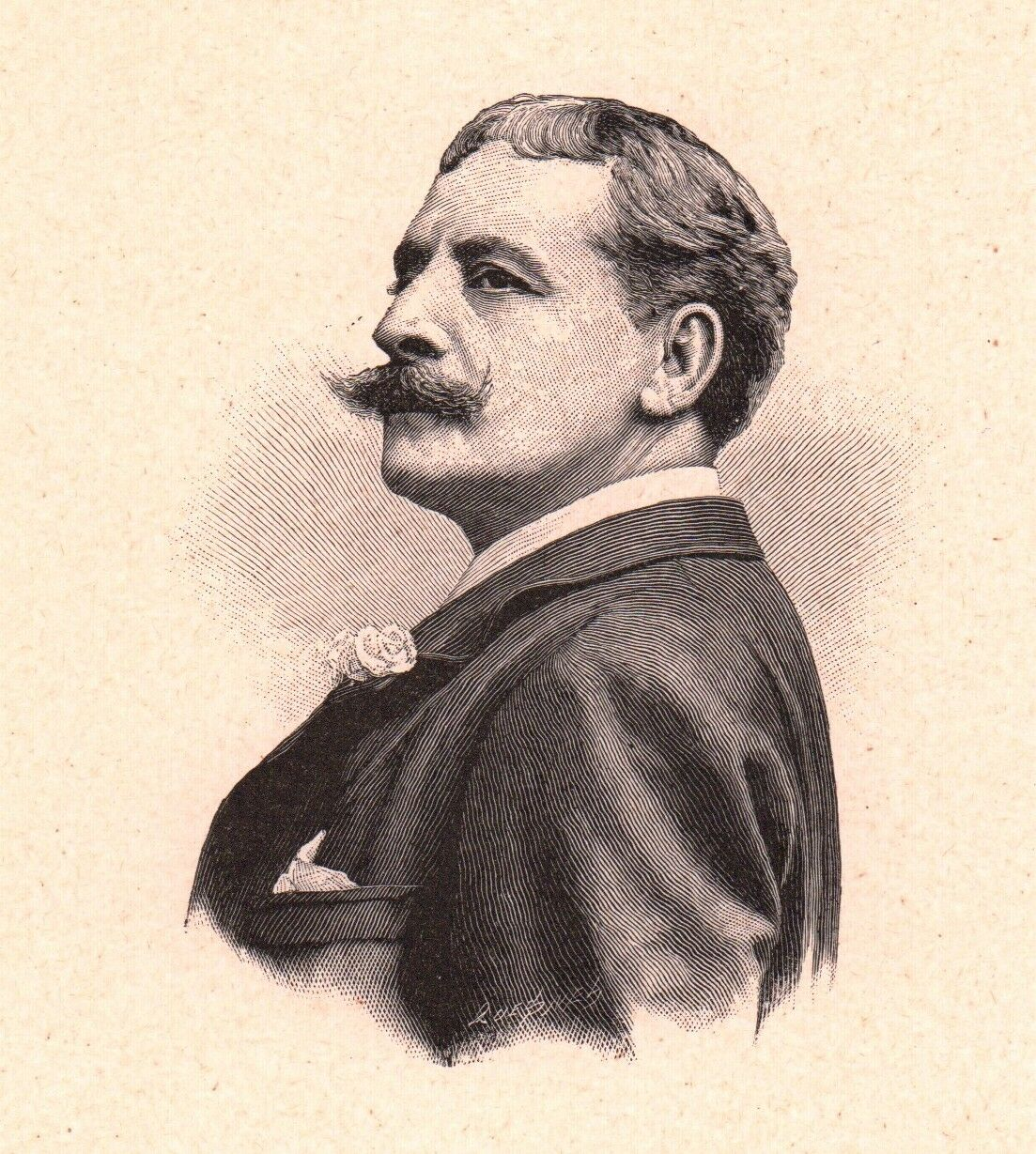
Victor Capoul (1901)

Joseph-Amédée-Victor Capoul (27. Februar 1839 in Toulouse – 18. Februar 1924 in Pujaudran) war ein französischer Lyrischer Tenor und Opernsänger, des Weiteren Librettist, Gesangslehrer und Opernregisseur.

## Biographie
Capoul begann seine Studien in seiner Heimatstadt Toulouse und wurde 1859 am Conservatoire de Paris aufgenommen. Seine Lehrer waren für Gesang der Tenor Louis-Benoît-Alphonse Révial (1810–1871) und für szenische Gestaltung der Tenor und Chefregisseur Toussaint Eugène Ernest Mocker (1811 bis nach 1885). Bereits 1860 wurde er zum Concours zugelassen und gewann jeweils den zweiten Preis in den Kategorien Gesang und Opéra comique, im folgenden Jahr erlangte er den premier prix d’opéra-comique und schloss sein Studium ab.

### Erfolge in Paris
Am 26. August 1861 debütierte der Sänger an der Opéra-Comique von Paris als Daniel in Le Châlet von Adolphe Adam und zählte sofort zu den Stützen des Ensembles. Bis 1870 sang er an der Opéra-Comique eine Vielzahl von Rollen des französischen Repertoires, fallweise auch des italienischen, darunter den Nourreddin in Lalla Roukh von Félicien-César David, den Bénédict in L’Ambassadrice von Auber (mit Marie Cabel als Partnerin) sowie die Titelpartie in Aubers Fra Diavolo. Er übernahm eine Reihe von Uraufführungen, beispielsweise der Komponisten Auber, Lefébure-Wély, Massé und Poise, und wurde ferner in einer Reihe von Repertoire-Stücken eingesetzt, darunter La fille du régiment, La part du diable, La dame blanche, Le Pré aux clercs und L’étoile du nord. Am 1. Juli 1864 – während einer vorübergehenden Schließung der Salle Favart – brillierte der Tenor als Graf Almaviva in Rossinis Der Barbier von Sevilla im Théâtre de la Porte Saint-Martin. Am 4. Januar 1866 sang er im Conservatoire die Kantate Renaud dans les jardins d’Armide, getextet von Camille du Locle und komponiert von Charles Lenepveu.
Zu seinen Glanzrollen zählten der Titelheld in Meyerbeers Robert le diable und der Roméo in Gounods Roméo et Juliette, für dessen Uraufführung er ursprünglich vorgesehen war. Es entwickelte sich ein Disput zwischen Opéra-Comique und dem Théâtre-Lyrique, das den Sänger zu engagieren trachtete – nicht nur seiner hervorragenden Stimme wegen, sondern auch wegen seines guten Aussehens und seiner Bühnenpräsenz. Die Opéra-Comique gab ihn nicht frei und die Rolle ging an den sieben Jahre älteren Pierre-Jules Michot. Im selben Jahr feierte Capoul jedoch Triumphe in der Titelrolle von Méhuls Joseph in seinem Stammhaus. 1869 schrieb ihm Offenbach die Rolle des Valentin/Vert-Vert in seiner komischen Oper Vert-Vert auf den Leib und die Uraufführung am 10. März 1869 wurde zu einem bedeutenden Erfolg. Capoul beeindruckte das Pariser Publikum als klassischer tenor-léger, ein Fach, das im Französischen sowohl die Rollen des Tenore di grazia als auch des Lyrischen Tenors umfasst. Gelobt wurde Capoul für seine mit Leichtigkeit und Schwung gesungenen hohen Töne, für Anmut, Charme und anziehende Bühnenpersönlichkeit. Insbesondere die Damenwelt soll für ihn geschwärmt haben.
Offenbach komponierte auch die Titelrolle von Fantasio, seiner nächsten komischen Oper, für Victor Capoul, jedoch flüchtete der Sänger wegen des Deutsch-Französischen Krieges nach London und stand nicht mehr zur Verfügung. Fantasio ist sowohl ein romantischer Held und als auch ein Narr, dem es mittels Intelligenz und zupackender Energie gelingt, zugleich einen Krieg zu verhindern und eine Frau zu erobern. Offenbach schrieb daraufhin die Titelrolle von Tenor auf Mezzosopran um und übertrug sie Célestine Galli-Marié, die fünf Jahre zuvor bereits an seiner Oper  Robinson Crusoé beteiligt gewesen war.
Capoul trat erst 1873 wieder in Paris auf.

### Internationale Karriere
1871 debütierte der Sänger in London und New York, in beiden Städten mit Rollen des französischen Repertoires. Im London Drury Lane Theatre gab er die Titelpartie in Gounods Faust und den Wilhelm Meister in Mignon von Ambroise Thomas. In der New Yorker Academy of Music, dem damals bedeutendsten Opernhaus der Stadt, sang er ebenfalls den Wilhelm Meister in Mignon, ebenso mit Erfolg. Die Premiere fand am 22. November 1871 statt, die Titelrolle sang die schwedische Sopranistin Christine Nilsson, die damals bereits ein Star war und der Oper in London und New York zum Durchbruch verhalf.
In der Folge ging der Sänger auf eine drei Jahre dauernde Tournee, die ihn unter anderen nach Moskau und St. Petersburg brachte sowie 1874 an die Komische Oper in Wien. Bis 1875 sang er am Drury Lane in London, 1876 debütierte er im Rahmen der italienischen Stagione an der k. u. k. Hofoper in Wien und sang am Pariser Théâtre-Lyrique in der Uraufführung der Oper Paul et Virginie von Victor Massé. 1877 folgte sein Debüt am Royal Opera House Covent Garden in London, an dem er in den folgenden zwei Spielzeiten die Titelpartien in Faust und Fra Diavolo sowie Lyonel, Ernesto, Elvino und den Grafen Almaviva sang.
In den Jahren 1878 und 1881 folgten neuerlich Mitwirkungen an Uraufführungen in Paris: Er sang den Romeo in Les amants de Vérone von Paul d’Ivry im Théâtre Ventadour und den Naghib in der exotischen Oper Le Saïs der Schriftstellerin und Komponistin Marguerite Olagnier am Théâtre de la Renaissance, damals ein Operettenhaus. Die Komponistin war früher selbst Opernsängerin und hatte in Ägypten gelebt, kannte also die von ihr beschriebene arabische Welt aus eigener Erfahrung. In beiden Fällen hatte Capoul die Produktion organisiert und wohl auch Regie geführt.
Im Jahr 1883 eröffnete die neugegründete Metropolitan Opera in New York ihre Pforten und engagierte sogleich die besten Sänger der Opernwelt. Auch Capoul wurde eingeladen, debütierte in der Titelrolle von Gounods Faust und sang an der Met in dieser und zwei weiteren Spielzeiten in den 1890er Jahren insgesamt acht Rollen, darunter Wilhelm Meister und Conte d’Almaviva, den Edgardo in Lucia di Lammermoor, den Alfredo in La traviata und den Enzo in La Gioconda. Die New Yorker Kritiker lobten seine „natürliche Leichtigkeit und Anmut“ und charakterisierten ihn als den „glühendsten und faszinierendsten Liebhaber der Opernbühne Amerikas“.
Nach seiner Rückkehr aus Amerika gastierte der Sänger an der Opéra de Monte Carlo, als Des Grieux in Massenets Manon und als Herzog in Verdis Rigoletto. Am 8. Juni 1887 beteiligte er sich an dem Wohltätigkeitskonzert am Trocadéro zugunsten der Opfer des Brandes in der Opéra-Comique. Im Jahr 1888 folgte erneut eine Uraufführung, an der er diesmal nicht nur als Produzent, Regisseur und Hauptdarsteller beteiligt war, sondern auch als Librettist (gemeinsam mit Armand Silvestre): Jocelyn von Benjamin Godard. Die Premiere fand am 25. Februar im Brüsseler Théâtre Royal de la Monnaie statt, die Pariser Erstaufführung am 13. Oktober im Théâtre du Chàteau-d’Eau. Ein Ausflug ins Sprechtheater im Jahr 1889 – La reine Fiammette am Théâtre Libre – war wenig erfolgreich, eine Bewerbung um die Direktion der Opéra-Comique vergebens.
1891 begab sich Victor Capoul erneut nach New York, wo er die nächsten Jahre verbrachte. Am 23. November 1891 sang er in einer Met-Premiere in Chicago den Cassio in Verdis Otello. Die Titelpartie verkörperte Jean de Reszke, die Desdemona Emma Albani. Diese Produktion war ab Januar 1892 auch am Stammhaus der Met in New York zu sehen und zu hören. Für die Met-Aufführungen von Roméo et Juliette in Chicago, New York, Albany und Philadelphia musste er auf seine Paraderolle, den Roméo, zugunsten des elf Jahre jüngeren Landsmannes Jean de Reszke verzichten; er sang den Tybalt.

### Lehrer, Regisseur, Librettist

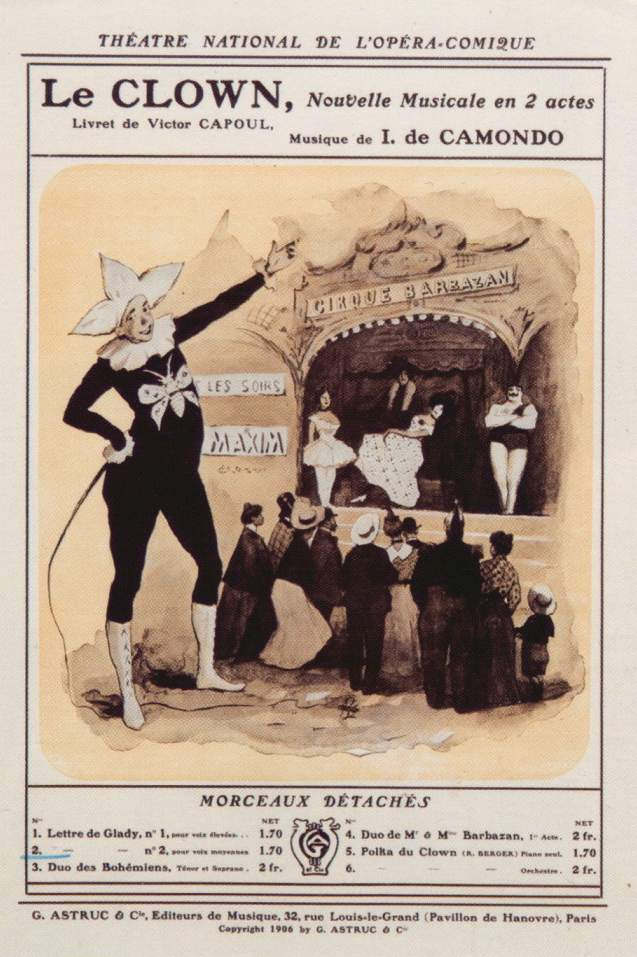
Le Clown, Libretto: Capoul, Musik: de Camondo

In den Jahren 1892 bis 1897 arbeitete er am National Conservatory of Music of America in New York, wo er Gesang unterrichtete, trat aber in der Spielzeit 1895/96 nochmals an der Metropolitan Opera auf. Danach ging er nach Paris zurück und wurde 1899 von Pierre Gailhard, dem langjährigen Direktor der Grand Opéra, an sein Haus verpflichtet. Capouls Funktion am Palais Garnier lautete offiziell directeur des études dramatiques, eine neue Funktion, die offenbar die darstellerischen Qualitäten des Ensembles verbessern sollte. Fest steht, dass er dort eine Reihe von Opern inszenierte, darunter am 26. April 1901 die Uraufführung von Le Roi de Paris, ein drame lyrique von Henry Bouchut, vertont von Georges Hüe. Er blieb bis 1905 an der Grand Opéra tätig.
Auch in Paris arbeitete er als Gesangslehrer. Zu seinen namhaften Schülerinnen zählten Bessie Abott, Mme. Charles Cahier und Geraldine Farrar. Capoul komponierte auch einige Lieder und muss auch als Liedsänger tätig gewesen sein. Dafür spricht, dass ihm das Lied La coccinelle nach einem Text von Victor Hugo, vertont von Camille Saint-Saëns, gewidmet wurde.
1905 wurde er vom Label Fonotipia zu einer der frühesten Schallplattenaufnahmen der Geschichte eingeladen. Er sang das Wiegenlied aus der Oper Jocelyn, an deren Uraufführung im Brüsseler Théâtre Royal de la Monnaie er beteiligt gewesen war. Er soll zu dieser Zeit bereits ertaubt gewesen sein, was auch seinen Rücktritt als Regisseur der Grand Opéra erklären könnte.
Als der Bankier, Kunstsammler und Mäzen Isaac de Camondo eine Oper komponieren wollte, verfasste Victor Capoul das Libretto. Das Werk trägt den Titel Le Clown und wurde 1906 im Pariser Nouveau Théâtre mit der amerikanischen Sopranistin Geraldine Farrar, einer seiner Schülerinnen, uraufgeführt. Weitere Aufführungen der Oper fanden 1908 und 1909 an der Opéra-Comique und ebenfalls 1909 in Marseille statt. Es folgten Aufführungen 1910 in Vichy, 1911 in Antwerpen und 1912 in Köln.
Die Bibliothèque nationale de France verweist auch auf einen Auftritt im Théâtre des Capucines im Jahr 1909, wo er in der Operette Afgar ou Les loisirs andalous mit Musik von Charles Cuvillier die Rolle des Oporto übernahm.
Der Künstler soll durch Spekulationen sein gesamtes Vermögen verloren haben – mit Ausnahme eines kleinen Bauernhofes in Südwestfrankreich, des Château de Lartus, wohin er sich zurückzog. Dort soll er alle Erinnerungsstücke (Schallplatten, Fotografien, Programmhefte usw.) verbrannt haben.

## Rollen

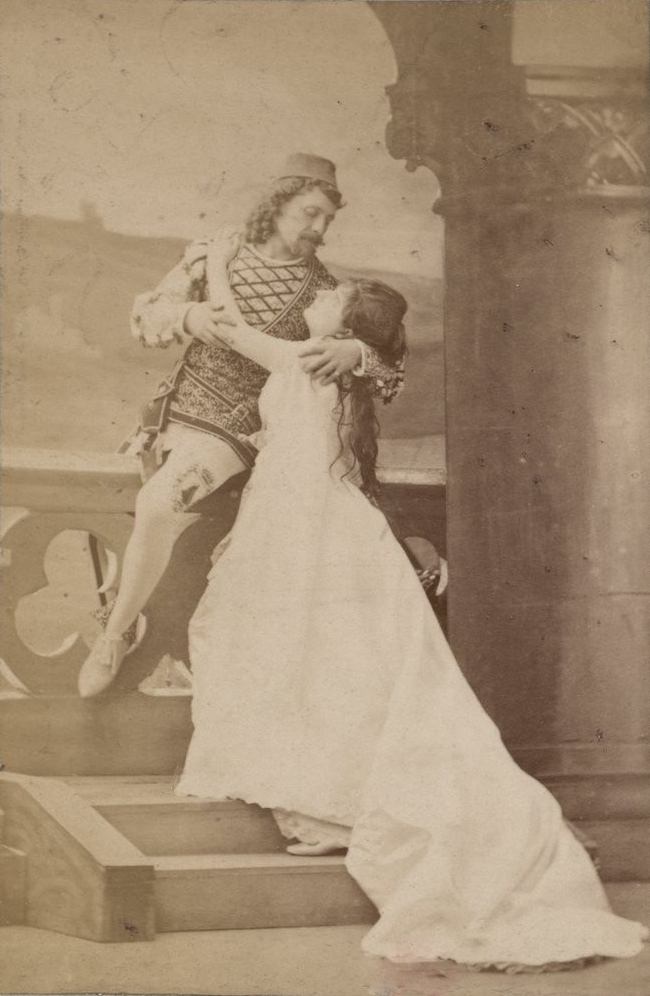
Rollenbild mit Madame Rey, mutmaßlich aus Roméo et Juliette, Atelier Nadar, Paris o. J.

### Repertoire
| Auber: - Titelrolle in Fra Diavolo - Bénédict in L’Ambassadrice - Marcel in Le rêve de l’amour Bellini: - Elvino in La sonnambula Boieldieu: - Joseph in Le Nouveau Seigneur de village - Georges in La dame blanche Donizetti: - Eduardo in Lucia di Lammermoor - Tonio in La fille du régiment - Ernesto in Don Pasquale Flotow: - Lyonel in Martha Gounod: - Titelpartie in Faust - Horace in La colombe - Romeo und Tybalt in Roméo et Juliette |  | Halévy: - George in L’Éclair Massenet: - Marquis de Kerdrel in La grand’tante - Des Grieux in Manon Meyerbeer: - Titelpartie in Robert le diable - Danilowitz in L’étoile du nord Ponchielli: - Enzo in La Gioconda Rossini: - Conte Almaviva in Il barbiere di Siviglia Verdi: - Il Duca di Mantova in Rigoletto - Alfredo in La traviata - Cassio in Otello Thomas: - Wilhelm Meister in Mignon |

### Uraufführungen
- 1861 Lefébure-Wély: Les recruteurs (Libretto: Amédée de Jallais und Alphonse Vulpian), Opéra-Comique, Paris (11. Dezember)
- 1864 Poise: Les Absents (Libretto: Alphonse Daudet), Opéra-Comique (26. Oktober) – als Eustache
- 1865 Auber: Le premier jour de bonheur, (Libretto: Adolphe d’Ennery), Opéra-Comique (15. Februar) – als Gaston de Maillepré
- 1869 Offenbach: Vert-Vert (Libretto: Henri Meilhac und Charles Nuitter), Opéra-Comique (10. März) – als Valentin/Vert-Vert
- 1876 Massé: Paul et Virginie (Libretto: Jules Barbier and Michel Carré), Théâtre-Lyrique, Paris (15. November) – als Paul
- 1878 d’Ivry: Les Amants de Vérone (überarbeitete Version; Libretto vom Komponisten, nach Shakespeare), Théâtre Ventadour, Paris (12. Oktober) – als Romeo
- 1881 Olagnier: Le Saïs (Libretto von der Komponistin), Théâtre de la Renaissance – als Naghib
- 1888 Godard: Jocelyn (Libretto: Victor Capoul und Armand Silvestre nach dem Versepos von Alphonse de Lamartine), Théâtre de la Monnaie, Brüssel (25. Februar)

## Trivia

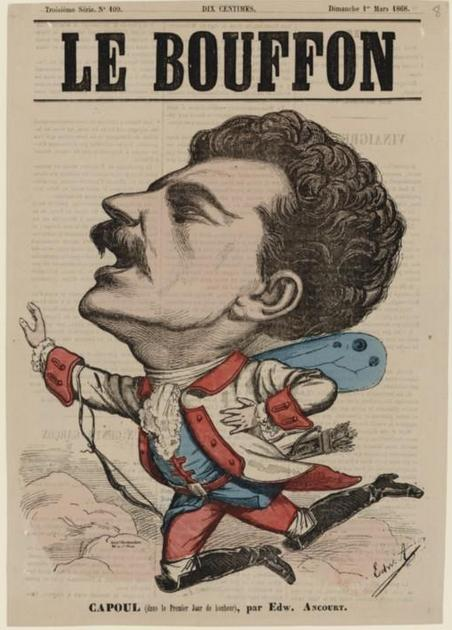
In La premiere jour de bonheur

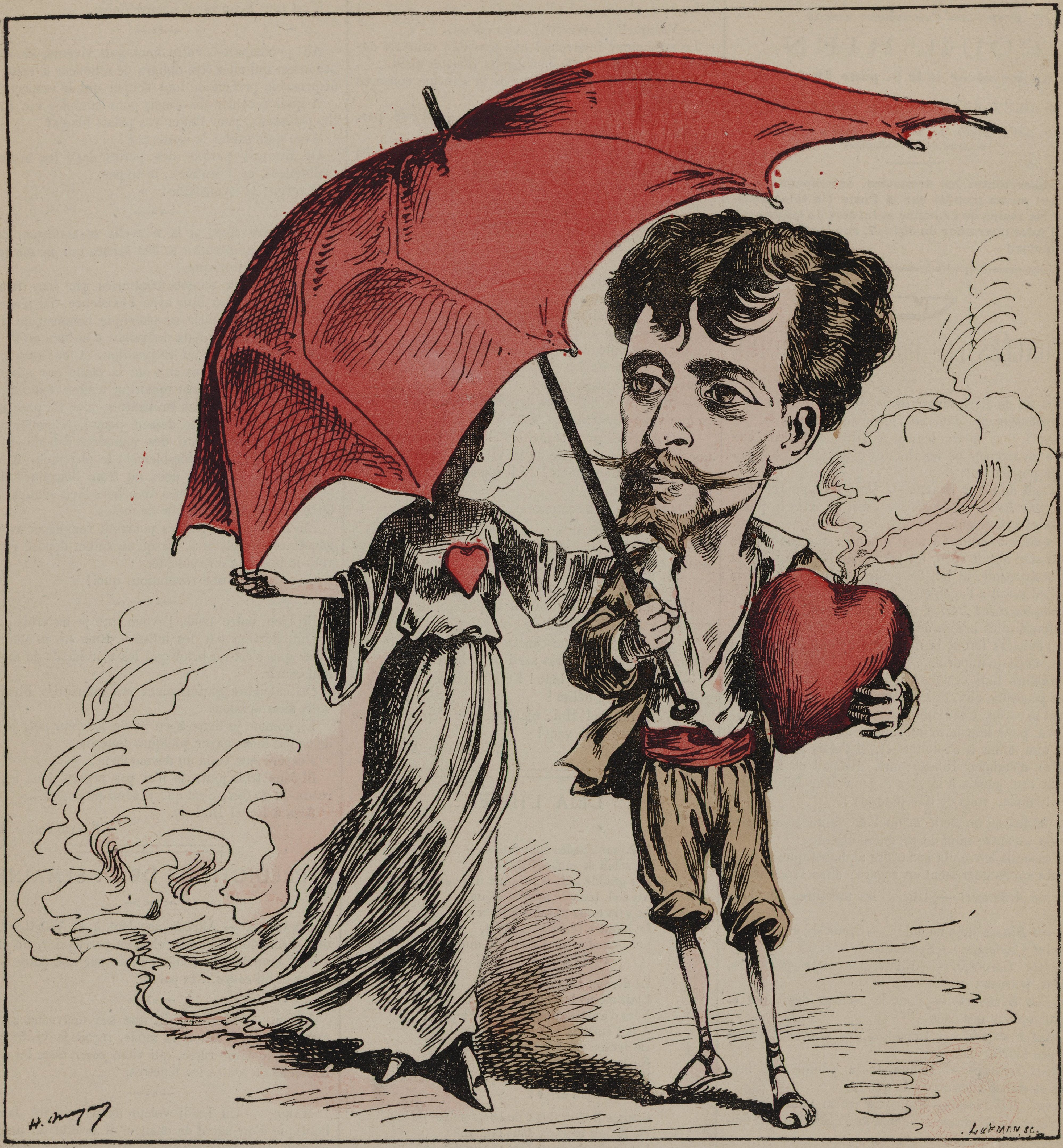
In Paul et Virginie, mit Frisur à la Capoul

Victor Capoul pflegte eine charakteristische, ihm zugeschriebene Haartracht, die so bekannt wurde, dass heute noch im Wallonischen die Redewendung besteht: se faire des capouls bzw. avoir des capouls. Aufgrund seiner Prominenz und fallweise auch seiner Frisur wurde der Sänger häufig Objekt von Zeichnern und Karikaturisten.

## Gedenken
Zumindest vier öffentliche Verkehrswege in Frankreich sind nach dem Künstler benannt:
- die Rue Victor-Capoul in seiner Geburtsstadt Toulouse,
- die Avenue Victor Capoul in Pujaudran, der Ortschaft, in der er verstarb,
- die Place Victor Capoul in L’Isle-Jourdain sowie
- die Allée Victor Capoul in Colomiers.

Quellen:  Lange Zeit trug das Novotel in Toulouse den Namen des Sängers. Noch heute ist die dortige Brasserie nach ihm benannt.
Im Jahr 2015 wurde eine Crowdfunding-Aktion gestartet, um die Renovierung der Familiengruft in Pujaudran, in welcher der Sänger gemeinsam mit seinen Eltern begraben liegt, zu finanzieren.